# نونو آبرو
نونو آبرو (22 أكتوبر 1975 بلشبونة في البرتغال - ) هو لاعب كرة قدم برتغالي في مركز الدفاع. لعب مع أتليتيكو كلوب دي برتغال وإشتوريل برايا ولوليتيانو ومافرا ونادي بنفيكا وF.C. Felgueiras ‏ وU.D. Oliveirense ‏ وA.D. Machico ‏ وC.D. Pinhalnovense ‏ وCU Micaelense ‏ ونادي بورتيمونينسي وS.L. Benfica B ‏ وAtlético S.C. ‏ وC.D. Olivais e Moscavide ‏.